# Zmoudření dona Quijota
Zmoudření Dona Quijota je divadelní hra – tragédie o pěti dějstvích, jehož autorem je spisovatel a dramatik Viktor Dyk. Dílo napsal v roce 1913 a premiéru na jevišti mělo v roce 1914. Hlavním tématem je zmoudření, tedy ztráta iluzí jedince.
Jedná se o čtvrtou divadelní hru autora, kterou napsal těsně před první světovou válkou. Poprvé bylo dílo knižně vydáno roku 1913 a do roku 2022 vyšlo celkem osmkrát (1922, 1937, 1942, 1957, 1961, 1964, 2011). Viktor Dyk čerpal inspiraci ze slavného románu Důmyslný rytíř Don Quijote de la Mancha, který napsal Miguel de Cervantes y Saavedra. Drží děje i smyslu a hlavně ústředních postav idealistického románu. Hra se nejvíce liší závěrem. Jarmila Minaříková napsala ve své studii: "Dykův don Quijot skutečně zmoudří, ale zaplatí za to smrtelnou sklíčeností a bezútěšným zoufalstvím. Dyk se v této věci daleko uchýlil od Cervantesa, jehož důmyslný rytíř umírá v poměrně pozdním věku, smířen se životem. Dykovo dílo je ovšem filosoficky důslednější a je lépe domyšleno."

## Postavy
- Don Quijote
- Magister Samson Carrasco
- Farář
- Sancho Panza
- Otec Pedro
- Neť (neteř)
- Amidas
- Místrokrál
- Don Antonio Moreno
- Dulcinea
- Hospodyně
- Dolores
- A další bezejmenné postavy

## Děj
Tragédie se skládá z 5 dějství.

### Odchod Quijotův
Tato část probíhá v síni Quijotova domu. V úvodu se hospodyně společně s neteří baví o aktuálním stavu Dona Quijota. Obě postavy se obávají o Quijota a řeší jeho zdravotní stav. V tom náhle proběhne síní Don Quijot, který je však zabrán svými myšlenkami a mluví o Dulcinee. Ta je pro hospodyni i neteř neznámou a podivují se chování Dona Quijota. Náhle přichází farář a magistr. Ti se přišli zeptat, jak se Quijotovi daří. Dozvídají se, že jeho stav se horší a hospodyně si s ním neví rady. Pán pořád blázní a mluví z cesty. Dochází ke krátké roztržce ohledně knih. Farář považuje Quijotovy knihy za důvod, proč se zbláznil a snaží se vymyslet, jak Quijotovi podstrčit knihy ctnostné a dle jejich názoru prospěšné. Hospodyně mu přitakává. Neteř má však odtažitý postoj a považuje to za hloupý názor. Oba pánové následně odchází, aby připravili plán na vyléčení Dona Quijota. Na jevišti je vystřídá Sancho Panza. Ten přichází krátce po nich, představuje se a informuje, že přišel, aby se s Donem Quijotem vydal na rytířskou dobrodružnou cestu. Náhle přichází Don Quijot, který své úmysly vysvětluje hospodyni a neteři. Potvrzuje tak výpověď Sancho Panzy. Ke konci dějství přichází i farář a magistr a snaží se Quijotovi cestu rozmluvit. Leč je to marné. Quijot jim vysvětlí, že cestu musí podniknout a společně se Sancho Panzou odchází. Tím končí první dějství.

### Sierra Morena
Druhé dějství se odehrává v údolí, po jehož stranách se tyčí hory a kopce. Scéna začíná tak, že nejmenované pastýřky a pastýři sledují postavu, která je označena jako milenec, jak na jednom z kopců tropí hlouposti a koulí dolů do údolí obrovské balvany. Najednou se na scéně objevuje loupežník, kterého stíhá Don Quijot. Dojde k potyčce loupežníka a pastýře, do které se Quijot zapojí. Na scéně se náhle objeví Sancho Panza a oloupený muž. Loupežník je Quijotem donucen vrátit ukradené peníze, a navíc je obrán o zbytek svých věcí. Oloupený a loupežník mizí ze scény. Náhle Quijot zaznamená přítomnost onoho milence na vrcholu jedné hory. Ptá se na něj přítomných a dozvídá se, že na druhém kopci se nachází další postava – milenka. Taktéž se doví o jejich trápeních a rozhodne se, že s nimi bude mluvit. Vyškrábe se tedy na kopec k milenci a promluví s ním. Nastává rozhovor mezi milencem a Quijotem, který se nese ve znamení nešťastné lásky. Quijot mu nakonec rozmlouvá jeho pohled na svět. Výsledkem je setkání obou nešťastných milenců, kteří mezi sebou najdou lásku. Quijot se vrací k pastýřům a Sanchu Panzovi. Oznamuje, že milencům pomohl a vydává se do Tobosy za svou milovanou Dulcineou.

### Noc před Tobosou
Další dějství se odehrává před poustevnickou jeskyní. Zde se baví tři osoby: Otec Pedro (uprchlý galejník), Amidas (loupežník) a Dolores. Tyto tři postavy společně podvádí ostatní a otec Pedro vystupuje jako poustevník, který lidem pomáhá za úplatu. Náhle všichni tři uslyší hlasy a skryjí se do jeskyně. To přijel Don Quijot a Sancho Panza. Oba jsou stále na cestě do Tobosy. Sancho Panza je však unaven a chce si odpočinout. Don Quijot chce však pokračovat, protože míří za svou milovanou Dulcineou. Zatímco mezi nimi probíhá rozhovor, kde řeší, zdali budou pokračovat, poslouchá je předchozí skupina. Při zmínce o Dulcinee vystoupí Dolores, která se za ni vydává. Don Quijot jí uvěří. Podvodná Dolores vystupující jako Dulcinea zakáže Quijotovi vstup do Tobosy a cestu za ní. Prý ještě nevykonal velké skutky. Po tři roky nesmí vstoupit do města Tobosy a spatřit ji. Nařídil to prý ctihodný Santario. Náhle vystupuje nejdříve otec Pedro, který Quijotovi požehná. Po něm přichází na scénu Amidas, který je zahalen v talár a vydává se za ctihodného Santaria. Je to právě on, kdo byl tím loupežníkem, kterého Quijot zastavil. Společně se svou bandou se teď Quijotovi mstí. Quijot rozhodnutí nechce přijmout a je smutný. Dolores ho ale během rozhovoru přesvědčí, aby odjel. Quijot se tedy vydává na cestu a odchází. Když je trojice sama, Dolores najednou vytáhne nůž a zabije otce Pedra. Tím končí dějství.

### Porážka Dona Quijota
Předposlední část se odehrává v amfiteátru. Na tribunách probíhá diskuze neznámých postav, všichni čekají na začátek očekávané události. Stranou se mihne Dolores a Amidas. Najednou přichází místokrál. Po něm se objevuje Don Quijot na svém koni a Rytíř jasného měsíce. Za toho se vydává magistr Carrasco z prvního dějství. Ten vyzval Dona Quijota na souboj. Pokud by Quijot nepřijal, uznal by, že jsou krásnější ženy než jeho milovaná Dulcinea. On však souboj přijímá. Celé je to však nachystané divadlo, které má za cíl vyléčit Dona Quijota. Magistr Carrasco je domluven s hlasatelem i místokrálem. Hlasatel po tajné domluvě s Carrascem vyhlásí, že pokud Quijot nezvítězí, musí se vrátit do své vesnice a zanechat dobrodružství. Proběhne souboj, Don Quijot padá a prohrává. Musí se tedy odebrat do své vesnice. Událost končí a viditelně zlomený Don Quijot se musí vrátit domů.

### Zmoudření Dona Quijota
Poslední dějství se odehraje na verandě Quijotova sídla. Vše je připraveno na příkaz magistra Carrasca. Je to vrchol jeho plánu. V zahradě se skrývají hudebníci. Najednou přichází Don Quijot, opírajíc se o Sancho Panzu. Ten se snaží o rozhovor, ale viditelně zlomený a smutný Quijot se bavit nechce. Okřikuje Panzu, okřikuje hudebníky, kteří nakonec odchází. Přichází farář a magistr. Quijot stále odmítá konverzovat. Odpovídá krátkými útržky a nejeví o nic zájem. Běduje nad svým životem a lituje se. Přichází neteř a hospodyně. Informují Quijota o tom, že na zápraží čeká žena. Je to dle jejich slov Dulcinea z Tobosy. Quijot najedou ožívá a je plný štěstí. Nechává pro ni poslat, ale po jejím příchodu se vše mění. Nepoznává ji. Neví, kdo to je. Domnělá Dulcinea se brání, že je to skutečně její jméno a Quijot si z ní robí šprýmy. Stále jde o magistrův plán. Quijot si najednou uvědomí své chování, uvědomí si, že vše byla jen fantazie. S tímto pocitem umírá. Došel ke zmoudření.

## Zajímavosti
Viktor Dyk se o postavu dona Guijota zajímal již v mládí. Poprvé se objevuje v básni Prolog k Donu Quijotu v Čechách, která vyšla v časopise roku 1901. Dyk nabídl hru k uvedení Národnímu divadlu, to ji však zamítlo z důvodu scénické neproveditelnosti. Premiéra proběhla 4. června 1914 v Městském divadle na Vinohradech v režii Františka Zavřela. Dona Quijota ztvárnil Václav Vydra st., Sancho Panzu Bohuš Zakopal. V rolích Dolores a Dulciney se objevila Božena Durasová.
Dyk o představení prohlásil: „Zavřel ukázal v něm vynikající schopnosti a velikou režisérskou inteligenci, nemluvě o ostatních spolupracovnících“.